# De överlevande (bokserie)
De överlevande är en bokserie av genrelitteratur som utgavs av Populär-pocket respektive Winthers förlag i 47 delar under åren 1985-1992. Böckerna är skrivna av ett flertal olika författare, och utspelar sig i en postapokalyptisk framtidsmiljö.
De författare som finns företrädda i serien är Richard Austin, D.B. Drumm, Jason Frost, Richard Harding, David Robbins samt Tommy Schinkler, vars två böcker är de enda som ursprungligen är skrivna på svenska.
| Volym | Titel                  | Originaltitel               | Författare      | Utgivningsår |
| ----- | ---------------------- | --------------------------- | --------------- | ------------ |
| 1     | Värld i skräck         | The Outrider 1              | Richard Harding | 1985         |
| 2     | Våldets lag            | The Outrider – Fire And Ice | Richard Harding | 1985         |
| 3     | Blodig väg             | Blood Highway               | Richard Harding | 1985         |
| 4     | Brinnande hat          | Bay City Burnout            | Richard Harding | 1986         |
| 5     | Grym terror            | Built To Kill               | Richard Harding | 1986         |
| 6     | Efter katastrofen      | The Guardians               | Richard Austin  | 1986         |
| 7     | Attentatet             | Trial By Fire               | Richard Austin  | 1986         |
| 8     | Stridsspetsarna        | Thunder Of Hell             | Richard Austin  | 1986         |
| 9     | Mörk gryning           | Night Of The Phoenix        | Richard Austin  | 1987         |
| 10    | Domens dag             | Domens Dag                  | Tommy Schinkler | 1987         |
| 11    | Råttorna               | Råttorna                    | Tommy Schinkler | 1987         |
| 12    | Guldjakten             | Road War                    | D.B. Drumm      | 1987         |
| 13    | Invasionen             | Border War                  | D.B. Drumm      | 1987         |
| 14    | Vägens vålnader        | The Road Ghost              | D.B. Drumm      | 1987         |
| 15    | Prisjägaren            | Terminal Road               | D.B. Drumm      | 1987         |
| 16    | Skräckens terror       | The Stalking Time           | D.B. Drumm      | 1987         |
| 17    | Tillbaka från helvetet | Hell On Earth               | D.B. Drumm      | 1988         |
| 18    | Korståget              | The Children´s Crusade      | D.B. Drumm      | 1988         |
| 19    | Port till helvetet     | The Prey                    | D.B. Drumm      | 1988         |
| 20    | Spökdansen             | Ghost Dancers               | D.B. Drumm      | 1988         |
| 21    | En värld i spillror    | The Warlord                 | Jason Frost     | 1988         |
| 22    | Ondskans land          | Badland                     | Jason Frost     | 1988         |
| 23    | Grym stad              | Prisonland                  | Jason Frost     | 1989         |
| 24    | Mot slutstriden        | Terminal Island             | Jason Frost     | 1989         |
| 25    | Operation fox          | The Fox Run                 | David Robbins   | 1989         |
| 26    | Den öde staden         | Thief River Falls Run       | David Robbins   | 1989         |
| 27    | Råttornas stad         | Twin Cities Run             | David Robbins   | 1989         |
| 28    | Uppdrag i Kalispell    | The Kalispell Run           | David Robbins   | 1989         |
| 29    | Den döda zonen         | Dakota Run                  | David Robbins   | 1990         |
| 30    | Den befästa staden     | Citadel Run                 | David Robbins   | 1990         |
| 31    | Mot alla odds          | Armageddon Run              | David Robbins   | 1990         |
| 32    | Belägringen            | Denver Run                  | David Robbins   | 1990         |
| 33    | Läderriddarna          | Capital Run                 | David Robbins   | 1990         |
| 34    | Den farliga färden     | New York Run                | David Robbins   | 1990         |
| 35    | Fritagningen           | Liberty Run                 | David Robbins   | 1990         |
| 36    | Ur askan i elden       | Houston Run                 | David Robbins   | 1991         |
| 37    | Toppmötet              | Anaheim Run                 | David Robbins   | 1991         |
| 38    | Monstret i Seattle     | Seattle Run                 | David Robbins   | 1991         |
| 39    | Högt spel i Las Vegas  | Nevada Run                  | David Robbins   | 1991         |
| 40    | Drakarna               | Miami Run                   | David Robbins   | 1991         |
| 41    | Adelsmännen            | Atlanta Run                 | David Robbins   | 1991         |
| 42    | Mörkrets herre         | Memphis Run                 | David Robbins   | 1991         |
| 43    | Supervapnet            | Cincinnati Run              | David Robbins   | 1992         |
| 44    | De utvalda             | Dallas Run                  | David Robbins   | 1992         |
| 45    | Hotet från öster       | Boston Run                  | David Robbins   | 1992         |
| 46    | Terror i Green Bay     | Green Bay Run               | David Robbins   | 1992         |
| 47    | Björnfolket            | Yellowstone Run             | David Robbins   | 1992         |